# Benedetto Spera
Benedetto Spera (Belmonte Mezzagno, 1º luglio 1934) è un mafioso italiano.
Boss mafioso della famiglia di Belmonte Mezzagno, è stato un uomo di assoluta fiducia dell'ex capo di Cosa Nostra Bernardo Provenzano.
Latitante dal 1994, è stato catturato dalla Polizia di Stato il 30 gennaio 2001 nelle campagne di Mezzojuso, cittadina in provincia di Palermo. 
È considerato uno dei responsabili della Strage di Capaci e della Strage di via d'Amelio.